# Nekrolog 1819
Nekrolog
◄◄
| ◄
| 1815
| 1816
| 1817
| 1818
| 1819 | 1820 | 1821 | 1822 | 1823 | ► | ►►
Weitere Ereignisse | Allgemeiner Nekrolog 1819
Die Beschreibung der verstorbenen Person sollte so kurz wie möglich gehalten sein und nur deren signifikante Tätigkeit(en) enthalten.
Neue Namen ggf. auch unter dem Geburts- und Sterbedatum, also etwa unter 1. Januar und im Geburts- und Sterbejahr (2024) eintragen (nur bei entsprechender großer Wichtigkeit). Für Beispiele siehe die schon vorhandenen Artikel.
Außerdem über die fünf zuletzt Verstorbenen, zu denen es einen ausreichend guten Artikel für eine Präsentation auf der Hauptseite gibt, nach der todesbedingten Überarbeitung der Artikel ggf. auch unter Wikipedia Diskussion:Hauptseite informieren und sie am besten auch in den anderen Wikipedia-Sprachversionen eintragen. Tipp: Regelmäßig bei news.google.de nach „ist tot“, „gestorben“ oder „verstorben“ suchen.
Wenn eine Person gestorben ist, gibt es viele Seiten zu dieser Person in der Wikipedia, die davon auch betroffen sind und entsprechend aktualisiert werden müssen. Beispiele: Namenübersichtsseite, Geburtsjahr, Geburtsort-Seiten und viele mehr.
Wie finde ich die betroffenen Seiten?
Im Suchfeld auf der linken Seite gibt man den Suchbegriff so ein: „Vorname Nachname“. Dann klickt man auf Volltext und alle Seiten mit entsprechendem Suchtext werden aufgerufen. Hier sieht man dann schnell, wo auch das Todesjahr Sinn macht oder sogar ein Teil des Artikels angepasst werden muss. Auch hilft das „Werkzeug“ auf der linken Seite sehr gut, um solche Seiten aufzufinden: „Links auf diese Seite“. Somit ist die Wikipedia wieder aktuell in allen Bereichen! Hinweis: bei Eintragung der Kategorie „Gestorben JAHR“ wird der Missbrauchsfilter 49 ausgelöst, was jedoch nicht schlimm ist. Siehe: Spezial:Missbrauchsfilter/49
Dies ist eine Liste von im Jahr 1819 verstorbenen bekannten Persönlichkeiten. Die Einträge erfolgen innerhalb der einzelnen Daten alphabetisch sortiert. Tiere sind im Nekrolog für Tiere zu finden.

## Januar
| Tag        | Name                                                | Beruf, bekannt als                                                                      | Alter | Beleg |
| ---------- | --------------------------------------------------- | --------------------------------------------------------------------------------------- | ----- | ----- |
| 2. Januar  | Thomas Dwight                                       | US-amerikanischer Politiker                                                             | 60    |       |
| 2. Januar  | Maria Luise von Bourbon-Parma                       | Prinzessin von Bourbon-Parma und Königin von Spanien                                    | 67    |       |
| 3. Januar  | Ludwig Suhl                                         | deutscher Pastor und Jurist                                                             | 65    |       |
| 3. Januar  | Jakob Wallenius                                     | schwedisch-deutscher Hochschullehrer für Theologie                                      | 57    |       |
| 4. Januar  | Gerhard Anton von Halem                             | deutscher Schriftsteller, Jurist und Verwaltungsbeamter                                 | 66    |       |
| 6. Januar  | Ernst Wilhelm Christian von Heydebrand und der Lasa | preußischer Rittmeister und Landrat                                                     | 73    |       |
| 8. Januar  | Georg Sigismund Lakits                              | ungarischer Rechtswissenschaftler                                                       | 79    |       |
| 9. Januar  | Katharina Pawlowna                                  | Königin von Württemberg                                                                 | 30    |       |
| 12. Januar | André Morellet                                      | französischer Ökonom und Schriftsteller                                                 | 91    |       |
| 12. Januar | Benedikte Naubert                                   | deutsche Schriftstellerin                                                               | 66    |       |
| 13. Januar | John Wolcot                                         | englischer Satiriker                                                                    | 80    |       |
| 15. Januar | Ludwig Guttenbrunn                                  | österreichischer Portraitmaler                                                          |       |       |
| 15. Januar | Johann Jacob Römer                                  | Schweizer Arzt und Professor für Botanik                                                | 56    |       |
| 15. Januar | Gustav Philipp Zwinger                              | deutscher Maler, Radierer und Lithograf                                                 | 40    |       |
| 17. Januar | Friedrich Herrmann                                  | deutscher Pädagoge und Professor am Katharineum zu Lübeck                               | 43    |       |
| 17. Januar | Johann Jakob Meyer                                  | Schweizer Offizier und Politiker                                                        | 55    |       |
| 18. Januar | August Wilhelm Hupel                                | deutsch-baltischer Pastor und Literat in Livland                                        | 81    |       |
| 18. Januar | Archibald Roane                                     | US-amerikanischer Politiker                                                             |       |       |
| 18. Januar | Matthew Walton                                      | US-amerikanischer Politiker                                                             |       |       |
| 19. Januar | Josip Franjo Domin                                  | Erfinder der Elektrotherapie                                                            | 64    |       |
| 20. Januar | Johann Michael Hahn                                 | deutscher pietistischer Theosoph                                                        | 60    |       |
| 20. Januar | Karl IV.                                            | König von Spanien (1788–1808)                                                           | 70    |       |
| 20. Januar | Maria Thaddäus von Trautmannsdorff                  | Bischof von Königgrätz; Erzbischof von Olmütz; Kardinal der Römisch-Katholischen Kirche | 57    |       |
| 22. Januar | Gian Antonio Selva                                  | italienischer Architekt                                                                 | 67    |       |
| 23. Januar | Albrecht Friedrich von Lempp                        | württembergischer Oberamtmann                                                           | 55    |       |
| 25. Januar | Franz Anton Xaver Hauser                            | Bildhauer und Holzschnitzer                                                             | 80    |       |
| 28. Januar | Jan Kiliński                                        | polnischer Aufständischer, einer der Kommandanten des Kościuszko-Aufstandes             | 58    |       |
| 28. Januar | Carl Georg Riedesel zu Eisenbach                    | Landtagspräsident, 26. Hessischer Erbmarschall                                          | 72    |       |
| 28. Januar | Johann Karl Wezel                                   | deutscher Dichter, Schriftsteller und Pädagoge der Sturm-und-Drang-Zeit                 | 71    |       |
| 31. Januar | Johann Friedrich Franz von Steinen                  | deutscher Pastor und Autor                                                              | 60    |       |
| Januar     | Francesco Galeazzi                                  | italienischer Musiktheoretiker und Komponist                                            |       |       |

## Februar
| Tag         | Name                                                  | Beruf, bekannt als                                                                        | Alter | Beleg |
| ----------- | ----------------------------------------------------- | ----------------------------------------------------------------------------------------- | ----- | ----- |
| 2. Februar  | Johann Josef von Wilczek                              | österreichischer Diplomat                                                                 | 80    |       |
| 3. Februar  | Ludwig Friedrich Kaiser                               | deutscher Maler, Kupferstecher und Zeichner                                               | 39    |       |
| 4. Februar  | Francesco Fidanza                                     | italienischer Maler                                                                       |       |       |
| 4. Februar  | Johann Jakob Hottinger                                | Schweizer Philologe, Übersetzer und Schriftsteller                                        | 69    |       |
| 4. Februar  | Friedrich Heinrich Karl von Hünerbein                 | preußischer General                                                                       | 56    |       |
| 4. Februar  | James Kelly                                           | US-amerikanischer Politiker                                                               | 58    |       |
| 4. Februar  | Gaspar Smit                                           | spanischer Komponist und Organist                                                         |       |       |
| 5. Februar  | Karl Christian Parcus                                 | deutscher Verwaltungsjurist und Stadtrat                                                  |       |       |
| 5. Februar  | Hannah Van Buren                                      | Ehefrau von Martin Van Buren                                                              | 35    |       |
| 6. Februar  | Benjamin Heyne                                        | deutscher Missionar, Botaniker und Naturforscher                                          | 49    |       |
| 6. Februar  | Armistead Thomson Mason                               | US-amerikanischer Politiker                                                               | 31    |       |
| 6. Februar  | Franz Heinrich Christian von Ploetz                   | preußischer Generalleutnant, Chef des Infanterieregiments Nr. 42, Gouverneur von Warschau | 77    |       |
| 8. Februar  | Johan David Åkerblad                                  | schwedischer Diplomat, Paläograf und Orientalist                                          | 55    |       |
| 15. Februar | Jacob Axelsson Lindblom                               | schwedischer Philologe und Bischof                                                        | 72    |       |
| 16. Februar | Archibald Douglas-Hamilton, 9. Duke of Hamilton       | schottischer Adliger                                                                      | 78    |       |
| 16. Februar | Honoré IV.                                            | Fürst von Monaco                                                                          | 60    |       |
| 16. Februar | Pierre-Henri de Valenciennes                          | französischer Maler und Hochschullehrer                                                   | 68    |       |
| 17. Februar | Philippe-Louis-Marc-Antoine de Noailles               | französischer Politiker                                                                   | 66    |       |
| 18. Februar | Christian Gottlieb Broeder                            | deutscher Theologe und Autor. Verfasser mehrerer Schulbücher für den Lateinunterricht.    | 74    |       |
| 20. Februar | Christian Ludwig zu Leiningen-Westerburg-Neuleiningen | österreichisch-ungarischer Offizier, Maria-Theresien-Ritter                               | 47    |       |
| 20. Februar | Gottlieb Wilhelm Christian von Platen                 | preußischer Offizier, zuletzt Generalmajor                                                | 53    |       |
| 21. Februar | Coelestin II. Steiglehner                             | letzter Fürstabt von St. Emmeram                                                          | 80    |       |
| 24. Februar | Johann Gottlieb Drasdo                                | deutscher lutherischer Theologe                                                           | 65    |       |
| 25. Februar | Manuel do Nascimento                                  | portugiesischer Lyriker und Ordensmann                                                    | 84    |       |
| 25. Februar | Johann Gottfried Schultz                              | deutscher Jurist und Zeichner                                                             | 84    |       |
| 27. Februar | August Ferdinand Lueder                               | deutscher Wirtschafts- und Staatswissenschaftler                                          | 58    |       |

## März
| Tag      | Name                                                | Beruf, bekannt als                                                                                          | Alter | Beleg |
| -------- | --------------------------------------------------- | --- | ----- | ----- |
| 1. März  | Raymund Dapp                                        | deutscher Theologe                                                                                          | 74    |       |
| 2. März  | Joseph Franz von Weichs                             | Domherr in Paderborn und Münster                                                                            | 74    |       |
| 4. März  | Johann Nepomuk della Croce                          | österreichischer Porträtmaler                                                                               | 82    |       |
| 4. März  | Joseph Neville                                      | US-amerikanischer Politiker                                                                                 |       |       |
| 4. März  | Anton Overmann I.                                   | deutscher Orgelbauer                                                                                        | 65    |       |
| 8. März  | Johann Nepomuk Borst                                | deutscher Jurist und Hochschullehrer                                                                        | 38    |       |
| 9. März  | Johann Evangelist Fuß                               | ungarisch-österreichischer Komponist der Vorklassik                                                         | 41    |       |
| 9. März  | Johann Bernhard Lippert                             | deutscher evangelischer Theologe und Hochschullehrer                                                        | 66    |       |
| 10. März | Georg Johann von Glasenapp                          | kaiserlich-russischer General en Chef und Gouverneur von Westsibirien                                       |       |       |
| 10. März | Friedrich Heinrich Jacobi                           | deutscher Philosoph                                                                                         | 76    |       |
| 11. März | Michel Louis Étienne Regnaud de Saint-Jean d’Angély | französischer Politiker                                                                                     |       |       |
| 13. März | Anton Eggstein                                      | Brauer, Abgeordneter der Bayerischen Ständekammer                                                           | 39    |       |
| 16. März | Friedrich von Ompteda                               | hannoverscher Diplomat                                                                                      |       |       |
| 16. März | Abraham Jakob Penzel                                | deutscher Philologe und Historiker                                                                          | 69    |       |
| 16. März | Nicolas Séjan                                       | französischer Komponist und Organist                                                                        | 73    |       |
| 21. März | José da Costa e Silva                               | portugiesischer Architekt                                                                                   | 71    |       |
| 22. März | Christian Gottlob von Voigt                         | deutscher Dichter und Minister in Weimar                                                                    | 75    |       |
| 23. März | August von Kotzebue                                 | deutscher Dramatiker                                                                                        | 57    |       |
| 24. März | Moritz von Liechtenstein                            | österreichischer Feldmarschall-Leutnant                                                                     | 43    |       |
| 26. März | Pierre-Maurice Glayre                               | Schweizer Politiker                                                                                         | 75    |       |
| 27. März | Jean Fabre de La Martillière                        | französischer Divisionsgeneral der Artillerie und Politiker                                                 | 87    |       |
| 28. März | Franz Sontag                                        | deutscher Sänger und Schauspieler                                                                           | 36    |       |
| 30. März | Wilhelm Ferdinand Friedrich von Degenfeld           | Herr auf dem Eulenhof, Mitherr zu Ehrstädt, Waibstadt, Wagenbach und Unterbiegelhof                         | 61    |       |
| 31. März | Johann Friedrich Schenck zu Schweinsberg            | preußischer Generalmajor, Chef des Infanterieregiments Nr. 9, zuletzt Kommandant des Invalidenhauses Berlin | 68    |       |
| März     | Bernard Viguerie                                    | französischer Musiker und Komponist                                                                         |       |       |

## April
| Tag       | Name                            | Beruf, bekannt als                                                | Alter | Beleg |
| --------- | ------------------------------- | ----------------------------------------------------------------- | ----- | ----- |
| 2. April  | György Festetics                | ungarischer Landwirt und Reformer                                 | 64    |       |
| 6. April  | Wilhelm Friedrich Schlotterbeck | deutscher Landschaftsmaler, Zeichner, Grafiker und Kupferstecher  | 42    |       |
| 8. April  | François Jean Baptiste Quesnel  | französischer Divisionsgeneral                                    | 54    |       |
| 10. April | Matthäus Braun                  | schwäbischer Dichter                                              | 81    |       |
| 15. April | Oliver Evans                    | US-amerikanischer Erfinder                                        | 63    |       |
| 15. April | Mauritz David Marx              | Bruder von Karl Marx                                              | 3     |       |
| 16. April | Friedrich Valentin              | deutscher Bildhauer                                               | 67    |       |
| 17. April | Friedrich Otto von Diericke     | preußischer Generalleutnant, Königlicher Erzieher, Schriftsteller | 75    |       |
| 21. April | Hermann Joseph Friedrich Beuth  | deutscher Entomologe und Sammler                                  |       |       |
| 23. April | Alexander Contee Hanson         | US-amerikanischer Politiker                                       | 33    |       |
| 24. April | Heinrich Johann Paucker         | evangelischer Geistlicher                                         | 59    |       |
| 28. April | Jean-Baptiste de Chabot         | französischer römisch-katholischer Geistlicher, Bischof von Mende | 79    |       |

## Mai
| Tag     | Name                                        | Beruf, bekannt als                                                           | Alter | Beleg |
| ------- | ------------------------------------------- | ---------------------------------------------------------------------------- | ----- | ----- |
| 2. Mai  | Mary Moser                                  | engländische Malerin                                                         | 74    |       |
| 3. Mai  | Ephraim Ludwig Gottfried Abt                | preußischer Bergbaubeamter und schlesischer Regionalhistoriker               | 67    |       |
| 4. Mai  | Eugène Guillaume Alexis von Mercy-Argenteau | österreich-ungarischer Feldzeugmeister und Ritter des Maria Theresien-Ordens |       |       |
| 5. Mai  | Jacopo Morelli                              | italienischer Gelehrter                                                      | 74    |       |
| 5. Mai  | Johann Daniel Wutsdorff                     | deutscher Kommunaljurist, Oberbürgermeister von Stargard in Pommern          |       |       |
| 7. Mai  | Augustin Darricau                           | französischer Divisionsgeneral der Infanterie                                | 45    |       |
| 10. Mai | Eli P. Ashmun                               | US-amerikanischer Politiker                                                  | 48    |       |
| 10. Mai | Johann Wenzel Hann                          | österreichischer Lyriker                                                     | 56    |       |
| 10. Mai | Mariano Salvador Maella                     | spanischer Maler                                                             | 79    |       |
| 11. Mai | Kaspar Fürstenau                            | deutscher Musiker                                                            | 47    |       |
| 12. Mai | Friedrich August Wernicke                   | deutscher Klassischer Philologe, Sprachwissenschaftler und Archäologe        | 24    |       |
| 17. Mai | William Hawkins                             | Gouverneur von North Carolina                                                | 41    |       |
| 17. Mai | Friedrich Heidenreich                       | deutscher Orgelbauer                                                         | 78    |       |
| 18. Mai | Jean-Pierre Guillaume Catteau-Calleville    | deutsch-französischer Historiker und Geograf                                 |       |       |
| 19. Mai | Casimiro Marcó del Pont                     | spanischer Soldat, letzter Gouverneur von Chile                              |       |       |
| 22. Mai | Jan Hendrik van Kinsbergen                  | niederländischer Admiral                                                     | 84    |       |
| 22. Mai | Hugh Williamson                             | US-amerikanischer Politiker                                                  | 83    |       |
| 25. Mai | Wilhelm Christian von der Recke             | königlich preußischer Generalmajor und zuletzt im Leibkürassier-Regiment     | 78    |       |
| 30. Mai | Leonhard Demmely                            | aargauischer Beamter und österreichischer Spion                              | 80    |       |
| 30. Mai | La Perricholi                               | peruanische Schauspielerin und Mätresse des Vizekönigs                       | 70    |       |
| Mai     | Anton Joseph Dorsch                         | deutscher Hochschullehrer und Revolutionär                                   | 60    |       |

## Juni
| Tag      | Name                                              | Beruf, bekannt als                                                | Alter | Beleg |
| -------- | ------------------------------------------------- | ----------------------------------------------------------------- | ----- | ----- |
| 3. Juni  | Jacques Nicolas Billaud-Varenne                   | französischer Revolutionär, Haupturheber der Septembermorde 1792  | 63    |       |
| 3. Juni  | Eberhard Friedrich Fabian von Massenbach          | preußischer General der Kavallerie, Gouverneur von Danzig         | 66    |       |
| 3. Juni  | Manuel del Socorro Rodríguez                      | kolumbianischer Journalist und Bibliothekar                       | 61    |       |
| 5. Juni  | Bodawpaya                                         | König von Birma                                                   | 74    |       |
| 5. Juni  | William Cornwallis                                | britischer Admiral                                                | 75    |       |
| 5. Juni  | Johann von Hiller                                 | österreichischer General                                          | 64    |       |
| 14. Juni | Sanderad Müller                                   | deutscher Naturforscher, Bibliothekar und Benediktiner            | 71    |       |
| 15. Juni | Joseph Anton Keil                                 | fränkischer Diakon, Mönch, Jurist und Dichter                     | 38    |       |
| 16. Juni | Otto Sigismund Albrecht Alexander von der Marwitz | königlich preußischer Generalmajor, Kommandant der Festung Glogau | 72    |       |
| 18. Juni | Friedrich Heinrich Wilhelm von Wagner             | deutscher Jurist und Kammerpräsident in Białystok                 | 70    |       |
| 20. Juni | Jacob Mumssen                                     | deutscher Arzt und Schriftsteller                                 | 81    |       |
| 21. Juni | Jiří Družecký                                     | tschechischer Oboist und Komponist                                | 74    |       |
| 21. Juni | Johann Karl Christoph Nachtigal                   | deutscher Theologe, Philologe, Schriftsteller und Erzählforscher  | 66    |       |
| 21. Juni | Christian Friedrich von der Osten                 | preußischer Generalmajor, Chef des Dragonerregiments Nr. 12       | 78    |       |
| 27. Juni | Pierre-Joseph Tiolier                             | französischer Medailleur                                          | 56    |       |
| 30. Juni | Ernst Ludwig Gerber                               | deutscher Komponist und Biograph                                  | 72    |       |
| Juni     | Samuel Lysons                                     | englischer Altertumsforscher und Kupferstecher                    |       |       |

## Juli
| Tag      | Name                                  | Beruf, bekannt als                                                                         | Alter | Beleg |
| -------- | ------------------------------------- | ------------------------------------------------------------------------------------------ | ----- | ----- |
| 1. Juli  | Levin Winder                          | US-amerikanischer Politiker                                                                | 61    |       |
| 2. Juli  | Cornelis Johannes Vos                 | niederländischer Arzt und Politiker                                                        | 51    |       |
| 6. Juli  | Sophie Blanchard                      | französische Ballonfahrerin                                                                |       |       |
| 6. Juli  | Josef Benedikt Kuriger                | Schweizer Modelleur und Bildhauer                                                          | 65    |       |
| 9. Juli  | Friedrich Ernst Ditmar                | deutscher Jurist und Dichter                                                               | 66    |       |
| 9. Juli  | Johann Gottfried Kiesewetter          | deutscher Philosoph                                                                        | 52    |       |
| 10. Juli | Henrich Becker                        | ostfriesischer Kunstmaler                                                                  | 71    |       |
| 10. Juli | Johann Georg Karl Klotzsch            | deutscher Literaturwissenschaftler und Logiker                                             | 55    |       |
| 12. Juli | Peter Wilcken                         | Lübecker Kaufmann und Ratsherr                                                             |       |       |
| 14. Juli | Carl Jättnig                          | deutscher Kupferstecher                                                                    |       |       |
| 14. Juli | Franz Carl Nellessen                  | deutscher Tuchfabrikant und Bürgermeister der Freien Reichsstadt Aachen                    | 67    |       |
| 16. Juli | Carl Ludwig Amelang                   | preußischer Jurist und Beamter                                                             | 64    |       |
| 16. Juli | Friedrich Wilhelm Heinrich von Trebra | sächsischer Oberberghauptmann                                                              | 79    |       |
| 18. Juli | Barthélemy Faujas de Saint-Fond       | französischer Geologe und Vulkanologe                                                      | 78    |       |
| 18. Juli | Karl Löning                           | Apotheker in Idstein                                                                       |       |       |
| 18. Juli | Georg Steitz                          | deutscher Politiker, Bürgermeister von Frankfurt am Main                                   | 63    |       |
| 20. Juli | Xaver Hohenleiter                     | deutscher Räuber                                                                           |       |       |
| 20. Juli | John Playfair                         | schottischer Mathematiker und Geologe                                                      | 71    |       |
| 21. Juli | Emanuel Friedrich Hagemeister         | deutscher Rechtswissenschaftler und Oberappellationsrat                                    | 55    |       |
| 21. Juli | Giovanni Battista Zauli               | italienischer römisch-katholischer Geistlicher und Kardinal                                | 75    |       |
| 22. Juli | Sebald Justinus Brugmans              | niederländischer Botaniker und Mediziner                                                   | 56    |       |
| 24. Juli | Sophie Gail                           | französische (Pariser) Sängerin, Komponistin und Schriftstellerin                          | 43    |       |
| 25. Juli | Paul Strick van Linschoten            | niederländischer Autor, Politiker und Diplomat, Herr auf Linschoten, Polanen und Hekendorp | 50    |       |
| 26. Juli | George Leonard                        | US-amerikanischer Jurist und Politiker                                                     | 90    |       |
| 29. Juli | James H. Blake                        | US-amerikanischer Politiker                                                                | 51    |       |
| 29. Juli | Christian Levin Sander                | deutscher und dänischer Dichter und Pädagoge                                               | 62    |       |
| 29. Juli | Karl Friedrich Gottlob Wetzel         | deutscher Schriftsteller der Romantik                                                      | 39    |       |
| 30. Juli | Sophie von Schardt                    | Mitglied der Weimarer Hofgesellschaft zu Goethes Zeit                                      | 63    |       |

## August
| Tag        | Name                                            | Beruf, bekannt als                                                                            | Alter | Beleg |
| ---------- | ----------------------------------------------- | --------------------------------------------------------------------------------------------- | ----- | ----- |
| 1. August  | John Linscom Boss                               | US-amerikanischer Politiker                                                                   | 38    |       |
| 1. August  | Pierre-Adrien Pâris                             | französischer Maler und Architekt                                                             |       |       |
| 3. August  | Simon Knéfacz                                   | kroatischer Schriftsteller und franziskanischer Mönch                                         |       |       |
| 5. August  | Carl Friedrich Buderus von Carlshausen          | Finanzbeamter von Wilhelm IX., Landgraf von Hessen-Kassel, dem späteren Kurfürsten Wilhelm I. | 60    |       |
| 7. August  | Franz Joseph Bähr                               | deutscher Klarinettist                                                                        | 49    |       |
| 7. August  | Franz Dionys Reithofer                          | Theologe und Lokalhistoriker                                                                  | 52    |       |
| 9. August  | Johann Georg Müchler                            | deutscher Pädagoge, Publizist und Übersetzer                                                  | 94    |       |
| 10. August | Christian Gottfried Müller                      | deutscher klassischer Philologe, Bibliothekar und Pädagoge                                    | 71    |       |
| 12. August | Orchard Cook                                    | US-amerikanischer Politiker                                                                   | 56    |       |
| 12. August | Andreas Rudroff                                 | österreichischer Maler                                                                        | 74    |       |
| 13. August | Heinrich Joseph Watteroth                       | deutsch-österreichischer Rechtswissenschaftler und Hochschullehrer                            | 64    |       |
| 14. August | Erik Acharius                                   | schwedischer Botaniker und Arzt                                                               | 61    |       |
| 15. August | Cornelius Hermann von Ayrenhoff                 | österreichischer Offizier und Autor                                                           | 86    |       |
| 18. August | Christian Friedrich Karl zu Hohenlohe-Kirchberg | deutscher Erbreichsmarschall und Politiker                                                    | 89    |       |
| 18. August | Johann Conrad Sulzer                            | Schweizer evangelischer Geistlicher                                                           | 74    |       |
| 20. August | Louis d'Illens                                  | Schweizer Kaufmann und Sklavenhändler                                                         | 70    |       |
| 20. August | Daniel Tobenz                                   | österreichischer katholischer Theologe                                                        | 75    |       |
| 21. August | Georg Canaris                                   | Pfarrer und kurfürstlicher erzbischöflicher Schulvisitator des Bistums Trier                  | 79    |       |
| 21. August | Lucas Speck                                     | Glockengießer in Heidelberg                                                                   | 64    |       |
| 23. August | Oliver Hazard Perry                             | US-amerikanischer Marineoffizier                                                              | 34    |       |
| 24. August | Johann Theodor Benjamin Helfrecht               | deutscher Lehrer und Heimatforscher                                                           | 66    |       |
| 25. August | James Watt                                      | schottischer Erfinder                                                                         | 83    |       |
| 26. August | Georg Jacob Decker der Jüngere                  | Buchdrucker in Preußen                                                                        | 53    |       |
| 27. August | Alderich von Jäger                              | Tiroler Geistlicher, Theologe und Hochschullehrer                                             | 73    |       |
| 27. August | Clemente Maria a Marca                          | Schweizer Politiker                                                                           | 54    |       |
| 28. August | Charles Lennox, 4. Duke of Richmond             | britischer Adliger und Generalgouverneur von Oberkanada                                       | 54    |       |
| 31. August | Ferdinand Christian Coridon                     | Fruchtschreiber und Bauverwalter                                                              |       |       |
| 31. August | Carl von Hänlein                                | preußischer Politiker                                                                         | 59    |       |
| 31. August | James Brown Mason                               | US-amerikanischer Politiker                                                                   | 44    |       |

## September
| Tag           | Name                                | Beruf, bekannt als                                                                        | Alter | Beleg |
| ------------- | ----------------------------------- | ----------------------------------------------------------------------------------------- | ----- | ----- |
| 1. September  | John Rutledge junior                | US-amerikanischer Politiker                                                               |       |       |
| 3. September  | Simeon Martin                       | US-amerikanischer Politiker                                                               | 64    |       |
| 4. September  | Benjamin Hough                      | US-amerikanischer Politiker                                                               |       |       |
| 7. September  | Jean-Louis Duport                   | französischer Cellist und Komponist                                                       | 69    |       |
| 12. September | Gebhard Leberecht von Blücher       | preußischer Generalfeldmarschall                                                          | 76    |       |
| 12. September | Johann Evangelist Fuhrmann          | Pfarrer und Dechant von Imst im Nordtiroler Oberinntal                                    | 42    |       |
| 12. September | Georg Joseph Gruber                 | deutscher Kaufmann, Gastwirt und Politiker                                                | 45    |       |
| 12. September | Alessandro Malvasia                 | italienischer Kardinal                                                                    | 71    |       |
| 13. September | Luise Charlotte Henriette von Kraut | Erbin des Löwenberger Landes                                                              | 57    |       |
| 14. September | Carl Gottlieb Albrecht              | deutscher Beamter                                                                         |       |       |
| 14. September | Robert Brent                        | US-amerikanischer Politiker                                                               |       |       |
| 15. September | Johann Georg Edlinger               | österreichischer Maler                                                                    | 78    |       |
| 15. September | Nikolaus Kindlinger                 | deutscher Geschichtswissenschaftler                                                       | 70    |       |
| 16. September | Samuel Hopkins                      | US-amerikanischer Politiker                                                               | 66    |       |
| 16. September | John Jeffries                       | US-amerikanischer Arzt und Luftfahrtpionier                                               | 75    |       |
| 18. September | John Langdon                        | US-amerikanischer Politiker                                                               | 78    |       |
| 19. September | William Wright                      | schottischer Botaniker und Arzt                                                           | 84    |       |
| 20. September | Abbé Faria                          | portugiesischer Priester, Hypnotiseur und einer der Begründer der Dynamischen Psychiatrie | 63    |       |
| 20. September | Wilhelm Derfelden                   | kaiserlich russischer General der Kavallerie                                              |       |       |
| 22. September | Karl von Frankenberg und Proschlitz | preußischer Generalmajor, Kommandeur des Infanterie-Regiments Nr. 30                      | 73    |       |
| 23. September | Matthias Wißhofer                   | Freiheitskämpfer, Universalgenie, Erfinder und Schulinspektor                             |       |       |
| 24. September | Ernst Gottfried Christian Klügel    | deutscher Rechtswissenschaftler                                                           | 81    |       |
| 27. September | Ignace-Joseph Vanlerberghe          | französischer Getreidehändler                                                             |       |       |
| 28. September | Karl Friedrich Heinrich Haack       | deutscher Violinist, Komponist und königlicher Konzertmeister der preußischen Hofkapelle  | 64    |       |
| 29. September | Maximilian von Spreti               | bayerischer General                                                                       | 53    |       |
| 30. September | Nicolas Roze                        | französischer Musiklehrer und Komponist                                                   | 74    |       |
| 30. September | Wilhelm Gottlieb Tennemann          | deutscher Philosoph und Historiker                                                        | 57    |       |

## Oktober
| Tag         | Name                                                      | Beruf, bekannt als                                                            | Alter | Beleg |
| ----------- | --------------------------------------------------------- | ----------------------------------------------------------------------------- | ----- | ----- |
| 1. Oktober  | Daniel Friedrich Loos                                     | deutscher Medailleur, Graveur und Stempelschneider                            | 84    |       |
| 4. Oktober  | Jonathan Sturges                                          | US-amerikanischer Politiker                                                   | 79    |       |
| 6. Oktober  | Giovanni Filippo Gallarati Scotti                         | italienischer päpstlicher Diplomat, Bischof und Kardinal der Römischen Kirche | 72    |       |
| 6. Oktober  | Karl Emanuel IV.                                          | König von Sardinien-Piemont und Herzog von Savoyen                            | 68    |       |
| 6. Oktober  | Johann von Klenau                                         | österreichischer General                                                      | 61    |       |
| 7. Oktober  | Marc-Théodore Bourrit                                     | Schweizer Autor und Bergsteiger                                               | 80    |       |
| 9. Oktober  | Franz Karl Joseph zu Hohenlohe-Waldenburg-Schillingsfürst | Weihbischof und Bischof von Augsburg                                          | 73    |       |
| 10. Oktober | Gottfried August Arndt                                    | deutscher Historiker, Ethnologe und Staatswissenschaftler                     | 70    |       |
| 11. Oktober | Johann Georg Overbeck                                     | deutscher evangelischer Theologe                                              | 59    |       |
| 11. Oktober | Johanna Isabella Eleonore von Wallenrodt                  | deutsche Schriftstellerin                                                     | 79    |       |
| 13. Oktober | Georg Magnus Sprengtporten                                | finnischer Militär und Politiker                                              | 79    |       |
| 14. Oktober | Joseph Bergöntzle                                         | Elsässer Kunstschreiner und Orgelbauer                                        | 64    |       |
| 18. Oktober | Franz Xaver Gewey                                         | österreichischer Beamter, Schauspieler und Schriftsteller                     | 55    |       |
| 20. Oktober | Louis Jurine                                              | Schweizer Arzt und Naturforscher                                              | 68    |       |
| 22. Oktober | Jean-Louis-François Fauconnet                             | französischer Divisionsgeneral der Kavallerie                                 | 68    |       |
| 24. Oktober | William Rabun                                             | US-amerikanischer Politiker                                                   | 48    |       |
| 25. Oktober | Thomas Hippius                                            | deutsch-baltischer Pastor                                                     | 57    |       |
| 25. Oktober | Karl Wilhelm Ferdinand Solger                             | deutscher Philologe, Hochschullehrer und Philosoph                            | 38    |       |
| 26. Oktober | Thomas Johnson                                            | US-amerikanischer Politiker und Richter                                       | 86    |       |
| 29. Oktober | Josias von Qualen                                         | Geheimer Konferenzrat und Klosterprobst von Uetersen                          | 77    |       |
| 30. Oktober | William Denning                                           | US-amerikanischer Politiker                                                   | 79    |       |
| 31. Oktober | Engelbert Arndts                                          | deutscher Jurist und Beamter                                                  | 69    |       |

## November
| Tag          | Name                            | Beruf, bekannt als | Alter | Beleg |
| ------------ | ------------------------------- | --- | ----- | ----- |
| 3. November  | Jonathan Robinson               | US-amerikanischer Jurist und Politiker                                                                                      | 63    |       |
| 5. November  | Alexander Kucharski             | polnischer Maler | 78    |       |
| 6. November  | Johann Adolph von Lützow        | preußischer Generalmajor, Ritter des Pour le Merite, Dompropst von Kolberg, Kommandant von Berlin                           | 71    |       |
| 6. November  | Jacob Henry Sarratt             | englischer Schachspieler und Autor                                                                                          |       |       |
| 7. November  | Dominikus I. Conrad             | 46. und letzter Abt der Zisterzienserabtei Marienstatt                                                                      | 79    |       |
| 7. November  | Caleb Strong                    | US-amerikanischer Politiker                                                                                                 | 74    |       |
| 8. November  | Henry Crocheron                 | US-amerikanischer Politiker und Offizier                                                                                    | 46    |       |
| 9. November  | Thomas Sim Lee                  | US-amerikanischer Politiker                                                                                                 | 74    |       |
| 9. November  | Simon Snyder                    | US-amerikanischer Politiker                                                                                                 | 60    |       |
| 10. November | Sigmund Zois von Edelstein      | Unternehmer, Gelehrter, Schriftsteller und Mäzen                                                                            | 71    |       |
| 10. November | Sebastian Stöckl                | Abt von Stams | 67    |       |
| 11. November | Henry Molleston                 | US-amerikanischer Politiker                                                                                                 | 57    |       |
| 13. November | Johann Ludwig Ernst Morgenstern | deutscher Gemälde-Restaurator, Radierer und Maler                                                                           | 81    |       |
| 14. November | William Samuel Johnson          | Politiker und einer der Gründerväter der Vereinigten Staaten                                                                | 92    |       |
| 14. November | Optatus Paul                    | Abt des Klosters Neuzelle                                                                                                   | 73    |       |
| 15. November | Peter von Braun                 | österreichischer Industrieller und Theaterdirektor                                                                          |       |       |
| 15. November | Ludwig Catel                    | Berliner Architekt, Innenarchitekt und Maler                                                                                | 43    |       |
| 15. November | Daniel Rutherford               | schottischer Chemiker | 70    |       |
| 20. November | Johann Georg Müller             | Schweizer Theologe, Historiker, Pädagoge und Politiker                                                                      | 60    |       |
| 21. November | Wilhelm Aschenberg              | deutscher lutherischer Pfarrer, Autor und Herausgeber                                                                       | 50    |       |
| 21. November | Samuel Jones                    | US-amerikanischer Rechtsanwalt und Politiker                                                                                | 85    |       |
| 23. November | Quintin Craufurd                | britischer Kunstsammler und Schriftsteller                                                                                  | 76    |       |
| 23. November | Johann Michael Josef von Pidoll | Weihbischof in Trier, Bischof von Le Mans                                                                                   | 85    |       |
| 25. November | Francisco Saavedra de Sangronis | spanischer Offizier, Politiker und Ministerpräsident                                                                        |       |       |
| 26. November | Rudolph Christoph Lossius       | deutscher evangelischer Theologe und Schriftsteller                                                                         |       |       |
| 26. November | Thomas Marsham                  | britischer Entomologe |       |       |
| 29. November | Ludwig Salomon Hennefuß         | deutscher Orgel- und Instrumentenbauer                                                                                      |       |       |
| 29. November | Friedrich Ludwig zu Mecklenburg | Erbprinz zu Mecklenburg, Erbgroßherzog von Mecklenburg in Mecklenburg-Schwerin, Mitglied aus dem Hause Mecklenburg-Schwerin | 41    |       |
| November     | Alexander Andrejewitsch Baranow | Leiter der russisch-amerikanischen Kompagnie                                                                                |       |       |

## Dezember
| Tag          | Name                                   | Beruf, bekannt als                                                                                        | Alter | Beleg |
| ------------ | -------------------------------------- | --- | ----- | ----- |
| 1. Dezember  | Friedrich Sadebeck                     | deutscher Weißgerber und Textilkaufmann                                                                   | 78    |       |
| 2. Dezember  | Karl Wilhelm von Schrötter             | preußischer Justizminister und Kanzler                                                                    | 71    |       |
| 3. Dezember  | Johann Conrad Felsing                  | Kupferstecher und Kupferdrucker                                                                           | 53    |       |
| 5. Dezember  | Friedrich Leopold zu Stolberg-Stolberg | deutscher Politiker und Dichter                                                                           | 69    |       |
| 8. Dezember  | Heinrich von Kropff                    | preußischer Generalmajor, Chef des Infanterieregiments Nr. 31                                             | 81    |       |
| 11. Dezember | Albrecht Friedrich Ludolph Lasius      | deutscher lutherischer Theologe, Garnison- und Hofprediger sowie Präsident des Konsistoriums in Osnabrück | 67    |       |
| 12. Dezember | Theodor Heinrich Friedrich             | deutscher Schriftsteller                                                                                  | 43    |       |
| 12. Dezember | Wilhelm von Neufville                  | fürstlich nassauischer Oberforstmeister                                                                   | 42    |       |
| 12. Dezember | Ludwig Wieland                         | deutscher Dichter                                                                                         | 42    |       |
| 13. Dezember | Louis Ferdinand de Mondet              | österreichischer General                                                                                  | 71    |       |
| 14. Dezember | Amalie von Gehren                      | deutsche Dichterin und Schriftstellerin                                                                   | 50    |       |
| 14. Dezember | Johann Friedrich Mieg                  | deutscher Prediger                                                                                        | 75    |       |
| 16. Dezember | Heinrich Goddaeus                      | Richter am Appellationsgerichtshof in Kassel                                                              | 77    |       |
| 17. Dezember | Salomon Kohn                           | Oberrabbiner in Fürth                                                                                     |       |       |
| 18. Dezember | Friedrich Wilhelm Jungius              | deutscher Naturwissenschaftler und Ballonfahrer                                                           | 48    |       |
| 18. Dezember | Joseph Maria von Weichs                | deutscher Freiherr und Verwaltungsbeamter                                                                 | 63    |       |
| 19. Dezember | Adolf Friedrich Furchau                | deutscher Pädagoge                                                                                        | 67    |       |
| 19. Dezember | Joseph Friedrich Grammont              | Lehrer | 60    |       |
| 19. Dezember | Henry Latimer                          | US-amerikanischer Politiker                                                                               | 67    |       |
| 19. Dezember | Nathaniel Ruggles                      | US-amerikanischer Politiker                                                                               | 58    |       |
| 20. Dezember | Samuel King                            | US-amerikanischer Porträtmaler, Miniaturist, Rahmenmacher, Instrumentenbauer und Lehrer                   | 71    |       |
| 21. Dezember | Jean Sérurier                          | französischer Revolutionsgeneral, Marschall und Pair von Frankreich                                       | 77    |       |
| 22. Dezember | Jean-Pierre de Beaulieu                | österreichischer General                                                                                  | 94    |       |
| 24. Dezember | Patrick Magruder                       | US-amerikanischer Politiker und Bibliothekar                                                              |       |       |
| 27. Dezember | Joachim Hess                           | niederländischer Organist und Musikschriftsteller                                                         | 87    |       |
| 28. Dezember | Sigismond Frédéric de Berckheim        | französischer General                                                                                     | 44    |       |
| 29. Dezember | Josepha Hofer                          | deutsche Sopranistin                                                                                      |       |       |
| 30. Dezember | Karl von Paar                          | k. k. Generalmajor und Ritter des Maria-Theresien-Ordens, 3. Fürst von Paar                               | 46    |       |
| 31. Dezember | Anurut                                 | König von Luang Phrabang                                                                                  |       |       |
| 31. Dezember | John Nicholas                          | US-amerikanischer Jurist und Politiker                                                                    | 55    |       |
| 31. Dezember | Johann Friedrich Westrumb              | deutscher Apotheker                                                                                       | 68    |       |

## Datum unbekannt
| Tag | Name                              | Beruf, bekannt als                                                                   | Alter | Beleg |
| --- | --------------------------------- | ------------------------------------------------------------------------------------ | ----- | ----- |
|     | Karl Albert                       | deutscher Bildhauer des Rokoko                                                       |       |       |
|     | Alexander Arrigoni                | italienischer Blumenmaler                                                            |       |       |
|     | John Bailey                       | schottischer Landwirt                                                                |       |       |
|     | Marcello Bernardini               | italienischer Komponist und Opernlibrettist                                          |       |       |
|     | Jean David Bouché                 | deutscher Gärtner                                                                    |       |       |
|     | Franciszek Ksawery Branicki       | polnischer Generaladjutant und Krongroßjägermeister                                  |       |       |
|     | Ignacio de la Carrera             | chilenischer Aristokrat und Politiker                                                |       |       |
|     | Victor Hauff                      | Hofgerichtsadvokat und Bürgermeister von Tübingen sowie Oberamtsrichter in Besigheim | 48    |       |
|     | Joachim Christoph Kaltschmidt     | deutscher Orgelbauer                                                                 |       |       |
|     | Kamehameha I.                     | König von Hawaiʻi (1795–1819)                                                        |       |       |
|     | Gregor Köhler                     | deutscher Benediktinerpater und Theologe                                             |       |       |
|     | Friedrich Wilhelm von Kommerstädt | preußischer und sächsischer Beamter                                                  |       |       |
|     | Gregor Lederwasch V               | österreichischer Maler                                                               |       |       |
|     | John Marshall                     | Kapitän der Royal Navy                                                               |       |       |
|     | Mariano Osorio                    | spanischer General und Gouverneur Chiles                                             |       |       |
|     | Francesco Petrini                 | französischer Harfenist und Komponist                                                |       |       |
|     | Agostino Poli                     | italienischer Komponist und Kapellmeister                                            |       |       |
|     | Jón Þorláksson                    | isländischer Schriftsteller                                                          |       |       |
|     | August Reinking                   | deutscher Maler und Architekt                                                        |       |       |
|     | Friedrich von Romberg             | Unternehmer, Reeder und Bankier                                                      |       |       |
|     | Christian Gottfried Schulze       | deutscher Kupferstecher                                                              |       |       |
|     | Johann Gottlob Tamitius           | deutscher Orgelbauer                                                                 |       |       |
|     | George Walker                     | US-amerikanischer Politiker                                                          |       |       |
|     | Johann Georg Wunderlich           | deutscher Flötist, Hochschullehrer und Komponist                                     |       |       |